# Куземинский сельский совет
Куземинский сельский совет (укр. Куземинська сільська рада) входит в состав Ахтырского района Сумской области Украины.
Административный центр сельского совета находится в 
с. Куземин.

## Населённые пункты совета
- с. Куземин